# Jelena Nikolajewna Romanowa

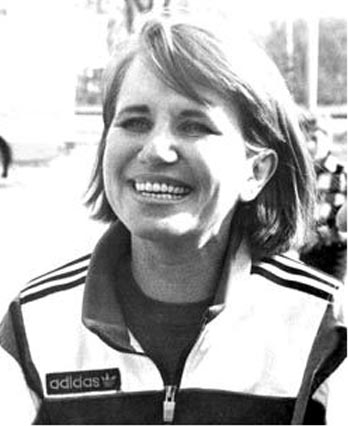

Jelena Nikolajewna Romanowa (russisch Елена Николаевна Романова, engl. Transkription Yelena Romanova, geboren Jelena Malichina; * 20. März 1963 in Neschenskoje, Oblast Woronesch; † 28. Januar 2007 in Wolgograd) war eine russische Langstreckenläuferin, die bis 1991 für die Sowjetunion antrat und 1992 für die Gemeinschaft Unabhängiger Staaten Olympiasiegerin wurde.

## Karriere in der Sowjetunion (bis 1991)
Bei den Junioreneuropameisterschaften 1981 war Jelena Malichina Zweite im 1500-Meter-Lauf. Bei den Halleneuropameisterschaften 1983 gewann sie im 3000-Meter-Lauf in 9:04,52 min Bronze. Bei der Universiade im gleichen Jahr gewann sie in 9:06,17 min Silber.
Nach der Geburt ihres Sohnes 1984 kehrte Jelena Romanowa 1985 auf die Laufbahn zurück. Bei den Halleneuropameisterschaften 1986 wurde sie Vierte über 3000 Meter in 9:03,87 min. 
Ab 1987 nahm sie regelmäßig an den Weltmeisterschaften im Crosslauf teil, ihre beste Einzelplatzierung war der dritte Platz 1990, mit der sowjetischen Mannschaft gewann sie 1987 und 1991 Bronze und von 1988 bis 1990 Gold.
Bei den Weltmeisterschaften 1987 in Rom wurde sie über 3000 Meter in 8:43,33 min Fünfte. Bei den Olympischen Spielen 1988 in Seoul belegte sie in 8:30,45 min Platz vier, Olympiasiegerin wurde Tetjana Samolenko-Dorowskych.
Die Europameisterschaften 1990 in Split sah sie als Favoritin über die 3000-Meter-Strecke. In 8:43,68 min unterlag sie im Endspurt der Britin Yvonne Murray. Zwei Tage später nahm sie am 10.000-Meter-Lauf teil und gewann in 31:46,83 min völlig überraschend Gold, wobei sie ihre persönliche Bestleistung um fast 40 Sekunden steigerte. Bei den Goodwill Games gewann Romanowa im 5000-Meter-Lauf.
Im Jahr darauf bei den Weltmeisterschaften 1991 in Tokio gab sie über die 10.000-Meter-Strecke auf. Über 3000 Meter gewann sie in 8:36,06 min Silber hinter der Titelverteidigerin Tetjana Samolenko-Dorowskych aus der Ukraine.

## Karriere ab 1992
Bei den Olympischen Spielen 1992 in Barcelona starteten Jelena Romanowa und Tetjana Samolenko-Dorowskych ein letztes Mal in der gleichen Mannschaft, dem Vereinten Team der Gemeinschaft Unabhängiger Staaten (GUS). Der 3000-Meter-Lauf wurde zum dritten und letzten Mal bei Olympischen Spielen ausgetragen, ab 1996 sollte der 5000-Meter-Lauf an seine Stelle treten. Jelena Romanowa konnte in 8:46,04 min endlich einmal in einem großen Rennen ihre Dauerrivalin schlagen und gewann olympisches Gold, Samolenko-Dorowskych wurde in 8:46,85 min Zweite.
Ab 1993 für Russland startend wurde Jelena Romanowa auf Anhieb Landesmeisterin über 3000 Meter. Bei den Weltmeisterschaften 1993 in Stuttgart belegte sie in 8:39,69 min Platz sechs.
1994 wurde Jelena Romanowa mit der russischen Marathonstaffel Weltmeisterin bei den IAAF World Road Relay Championships und gewann bei den Goodwill Games sowohl über 3000 Meter als auch über 5000 Meter.
Bei den Olympischen Spielen 1996 in Atlanta wurde Jelena Romanowa in der olympischen Premiere des 5000-Meter-Laufs für Frauen noch einmal Sechste in 15:14,09 Minuten.
Bei einer Körpergröße von 1,60 m betrug ihr Wettkampfgewicht 51 kg. Nach ihrem Rücktritt vom Leistungssport arbeitete sie als Trainerin. Am 28. Januar 2007 starb sie überraschend im Alter von 43 Jahren, mutmaßlich an Herzversagen.

## Bestleistungen
- 1500 Meter: 4:00,91 min (1992)
- 3000 Meter: 8:30,45 min (1988)
- 5000 Meter: 14:59,70 min (1991)
- 10.000 Meter: 31:46,83 min (1990)